# 14003 Waynegilmore
14003 Waynegilmore eller 1993 OO4 är en asteroid i huvudbältet som upptäcktes den 20 juli 1993 av den belgiske astronomen Eric W. Elst vid La Silla-observatoriet. Den är uppkallad efter Wayne Gilmore.
Asteroiden har en diameter på ungefär 3 kilometer och den tillhör asteroidgruppen Astraea.